# 儀銘
儀 銘（ぎ めい、1382年 - 1454年）は、明代の官僚。字は子新。本貫は膠州高密県。

## 生涯
儀智の末子として生まれた。若くして呉訥に学問を受けた。1425年（洪熙元年）、宣徳帝が即位すると、儀銘は兵部侍郎の戴綸の推薦により、行在礼科給事中に任じられた。1434年（宣徳9年）12月、翰林院修撰に転じた。1438年（正統3年）、『宣宗実録』の編纂に参加し、翰林院侍講となった。1440年（正統5年）10月、郕王府左長史に転じた。
1449年（正統14年）8月、郕王朱祁鈺が監国し、午門で朝議を開いた。廷臣たちが王振を弾劾して騒然となり、叫号のために弁論の声も聞こえない中、儀銘はひとり郕王の前に進み出て、冠を取って上奏した。王振を族誅する命令が下されると、人々の騒ぎもようやくおさまった。9月、景泰帝（朱祁鈺）が即位すると、儀銘は礼部左侍郎に任じられた。1450年（景泰元年）、経筵官を兼ねた。景泰帝は講義の場に臨むたびに、宮中の宦官に命じて金銭を地に投げうち、講官にこれを拾わせて、「恩典」と称していた。文臣でこの恩典を与えられた者は、内閣の高穀らのほか、儀銘と兪山・兪綱・蕭鎡・趙琬ら数人だけだった。10月、儀銘は南京礼部尚書に進んだ。1452年（景泰3年）4月、朱見済が皇太子に立てられると、儀銘は太子太保の位を加えられた。5月、兵部尚書となった。1453年（景泰4年）2月、詹事を兼ねた。
ときに蘇州府と淮安府の諸州に積雪があり、凍死したり餓死したりする民衆が相次いだ。沙湾で黄河の堤防修復工事をおこなうため、山東と河南から9万人の役夫を動員し、民間の鉄器数万を徴発した。儀銘は民衆の負担を抑えるよう景泰帝に請願した。敬天愛人を説き、『皇明祖訓』を書き写して、景泰帝に進上した。1454年（景泰5年）7月、死去した。享年は73。特進・光禄大夫・左柱国・太師の位を追贈された。諡は忠襄といった。

## 子女
- 儀海（長男、錦衣衛百戸）
- 儀泰（末子、郷挙により礼科給事中となった）